# Lucia d'Avila Freire de Carvalho
Lucia d'Ávila Freire de Carvalho (1938) es una botánica brasileña, investigadora y curadora en el "Instituto de Pesquisas" del Jardín Botánico de Río de Janeiro de 1962 a 1995. Actualmente es investigadora asociada en el Instituto de Investigación del Jardín Botánico de Río de Janeiro. Ha colaborado con la edición de Flora Fanerogâmica do Estado de São Paulo, Brasil y en Revisión de la flora brasileña amenazada de extinción. Es una especialista en la taxonomía y biología en solanáceas.
En 1968, obtuvo el diploma de Ciencias Biológicas, por la Universidad del Estado de Río de Janeiro; en 1977, la maestría por el Museo Nacional de la Universidad Federal de Río de Janeiro; y, el doctorado por la Universidad Estatal de Campinas, en 1988, defendiendo la tesis: Revisión taxonómica de las especies de Solanum secciones Cernuum y Lepidota (Solanaceae).

## Algunas publicaciones
- CARVALHO, L. d'A. Freire de ; BOVINI, M. G. 2006. Solanaceae na Reserva do Rio das Pedras, Mangaratiba, Rio de Janeiro. The ISSN Portal, Río de Janeiro, 57 ( 1): 75-98
- CARVALHO, L. d'A. Freire de. 2006. LISTA PRELIMINAR DAS SOLANACEAE DO ESTADO DO RIO DE JANEIRO. The ISSN Portal
- CARVALHO, L. d'A. Freire de. 2002. As Solanáceas de Poços de Caldas, Minas Gerais, Brasil. The ISSN Portal
- CARVALHO, L. d'A. Freire de. 2001. SOLANACEAE IN CHEKLIST DAS ESPECIES OCORRENTES NAS ÁREAS DO ENTORNO DO JBRJ. BRADEA. The ISSN Portal 8 ( 37): 251
- CARVALHO, L. d'A. Freire de ; COSTA, L. H. P. DA ; Duarte, A. C. 2001. Diversidade taxonômica e distribuição geográfica das solanáceas que ocorrem no Sudeste Brasileiro (Acnistus, Athenaea, Aureliana, Brunfelsia e Cyphomandra). The ISSN Portal 52 ( 80): 31-45

### Libros
- nilda marquete ferreira da Silva, lucia d'avila freire de Carvalho, josé f. Andrade Baumgratz (orgs.) 2001. O herbário do Jardim Botânico do Rio de Janeiro : um expoente na história da flora brasileira. 139 pp. Ed. ilustrada de Instituto de Pesquisas J. Botânico do Rio de Janeiro

### Capítulos de libros
- CARVALHO, L. d'A. Freire de ; HUNZIKER, A. T. ; MOSCONE, E. A. 2005. THE CHROMOSOMES OF METTERNICHIA PRINCIPIS AND THEIR SIGNIFICANCE IN THE SYSTEMATIC POSITION OF THE GENUS. En: KEATING, R.G., HOLLWELL, V.C., CROAT, T.B (orgs.) A festachriff for Willimas G. D'Arcy. The legacy of a taxonomist. SAINT LOUIS, USA: MISSOURI BOT. GARD. pp. 313-320
- CARVALHO, L. d'A. Freire de. 2001. Flora do Parque Nacional da Restinga de Jurubatiba e arredores-Solanaceae. En: Andrea Costa et al. (org.) Río de Janeiro: gráfica UFRJ
- CARVALHO, L. d'A. Freire de ; COSTA, R. 2001. Micromorphology of the outer capsule and seeds surface Melananthus species( SOLANACEAE ). En: G.van den Berg , G.W.M. Barendae, G.M. Weerde; C. Mariane (orgs.) Solanaceae V Advances i Taxonomy and Utilization. Nijenem: Univ. Católica de Nijenem
- CARVALHO, L. d'A. Freire de. 2001. A história do herbario e seu acervo. En: N.M. Ferreira da Silva, Freire de Carvalho; J.F.A. BAUMGRATZ (orgs.) O herbario do Jardim Botanico do Rio de Janeirio. Rio de Janerio: Expressào e Cultura, pp. 15-24
- CARVALHO, L. d'A. Freire de. 2001. A riqueza do acervo. En: N.M. FERREIRA DA SILVA, FREIRE DE CARVALHO; J.F.A. BAUMGRATZ (orgs.) O herbário do Jardim Botanico do Rio de Janeiro. Río de Janeiro: EXPRESAO E CULTURA, pp. 43-44
- CARVALHO, L. d'A. Freire de. 2001. Preciosas colecoes: particularidades e importancias. En: N.M. FERREIRA DA SILVA, FREIRE DE CARVALHO; J.F.A. BAUMGRATZ (orgs.) O herbario do Jardim Botanico do Rio de JANEIRO. Río de Janeiro: Expressao e Cultura, pp. 55--72

## Premios y reconocimientos
- 2000: visita a HERBARIOS EUROPEUS-BR,BM,K,e W, Fundacao Margarete MEE
- 2000: 5º INTERNACIONAL Conference of Solanaceae,Nijmegem-HOLANDA, Fundacao Margarete MEE
- 1995: premio - Viaje a Suiza, representando al Instituto de Pesquisas Jardim Botânico do RJ, Universidade de Basilea
- 1989: medalla y diploma de Benemérita por serviços prestados ao Jardim Botânico, Instituto de Pesquisas Jardim Botânico do Rio de Janeiro
- 1985: premio - Compra de equipamiento técnico: microscopio óptico - ZEISS, Conselho Nacional de Pesquisas - CNPq
- 1982: premio - Viaje a Estados Unidos, Missouri, Conselho Nacional de Pesquisas - CNPq
- 1975: premio - compra de equipamiento técnico: microscopio equipado com cámara clara, Conselho Nacional de Pesquisas - CNPq